# エスタディオ・シダーデ・デ・コインブラ
エスタディオ・シダーデ・デ・コインブラ（Estádio Cidade de Coimbra）は、ポルトガル・コインブラ県コインブラにある多目的スタジアム。アカデミカ・コインブラがホームスタジアムとして使用している。

## 概要
UEFA EURO 2004開催のために2001年に建設工事がスタートし、2003年9月に落成した。こけら落としは同年10月29日に行われたアカデミカ・コインブラ対SLベンフィカによるリーグ戦であり、アウェーのベンフィカが3-1で勝利した。
開場から約半年後に迎えたUEFA EURO 2004では、グループステージBの2試合がこのスタジアムで行われ、いずれもスイス代表の試合であった。なお、初戦のイングランド代表戦では、ウェイン・ルーニーが当時の大会史上最年少得点を記録している。
2019-20シーズンからは2シーズン連続でタッサ・デ・ポルトガルの決勝が開催された。本来はより規模の大きいスタジアムで開催するが、このシーズンは新型コロナウイルスの影響で無観客開催であったため、当スタジアムが会場に選定された。

## 開催された主な大会・試合
- UEFA EURO 2004

| 日付          | チーム#1     | 結果 | チーム#2 | ラウンド  |
| ------------- | ------------ | ---- | -------- | --------- |
| 2004年6月17日 | イングランド | 3-0  | スイス   | グループB |
| 2004年6月21日 | スイス       | 1-3  | フランス | グループB |

- 国際Aマッチ

| 日付           | チーム#1   | 結果 | チーム#2       | ラウンド                      |
| -------------- | ---------- | ---- | -------------- | ----------------------------- |
| 2004年4月28日  | ポルトガル | 2-2  | スウェーデン   | 親善試合                      |
| 2005年11月12日 | ポルトガル | 2-0  | クロアチア     | 親善試合                      |
| 2006年11月15日 | ポルトガル | 3-0  | カザフスタン   | UEFA EURO 2008予選            |
| 2010年3月3日   | ポルトガル | 2-0  | 中国           | 親善試合                      |
| 2013年10月15日 | ポルトガル | 3-0  | ルクセンブルク | 2014 FIFAワールドカップ・予選 |

## ギャラリー

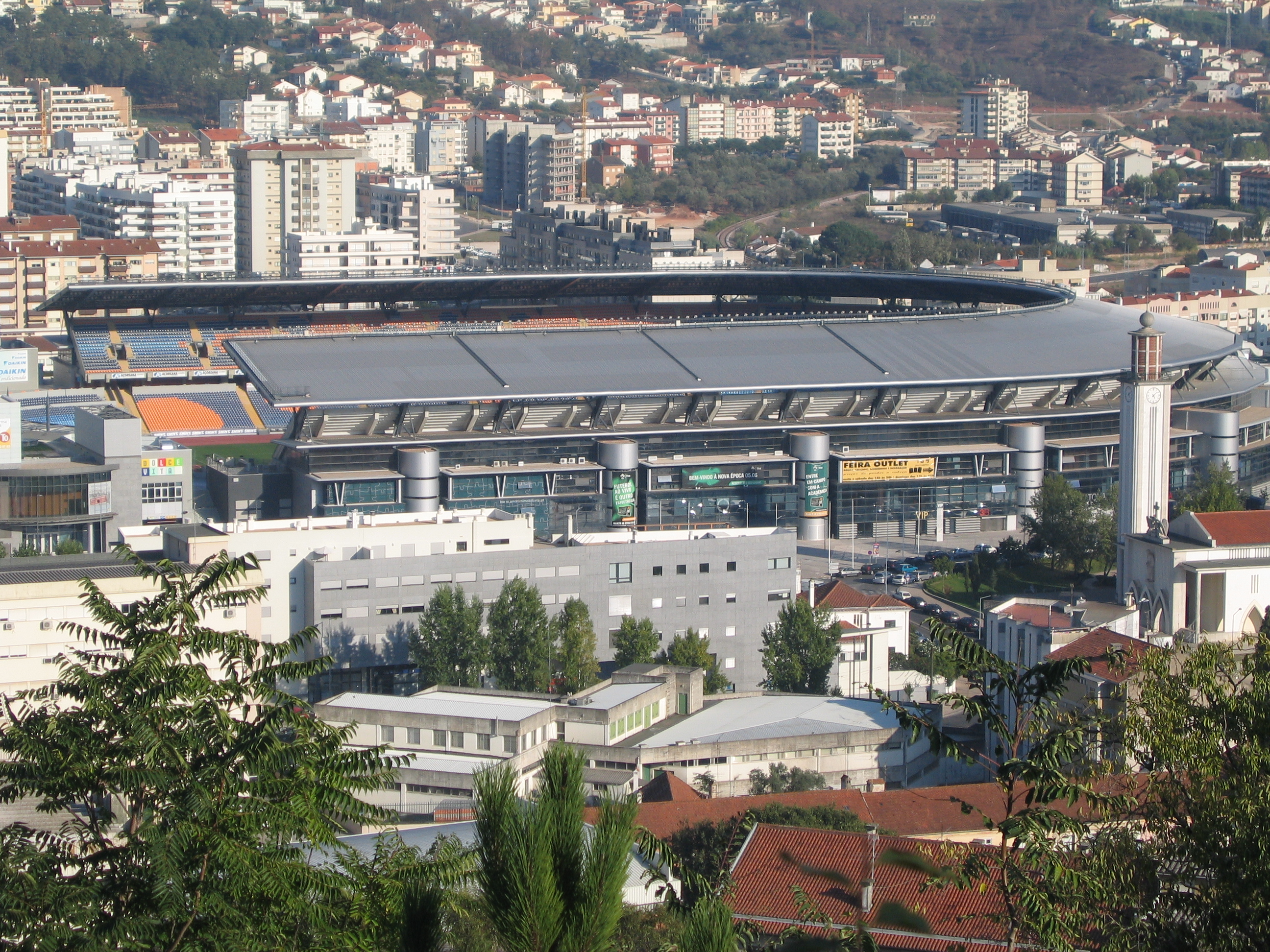
スタジアムの空撮 (2005年)
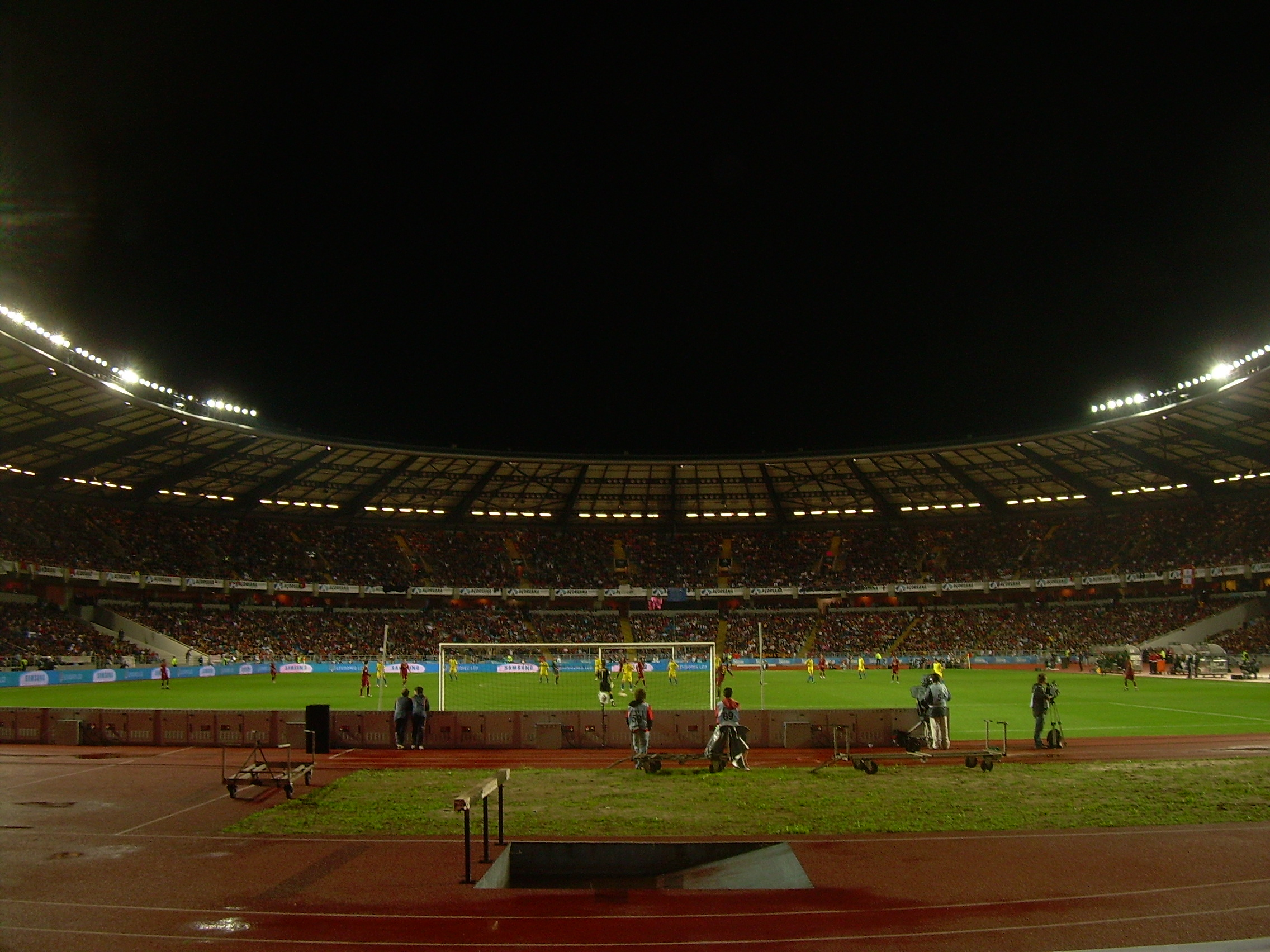
2006年の内観
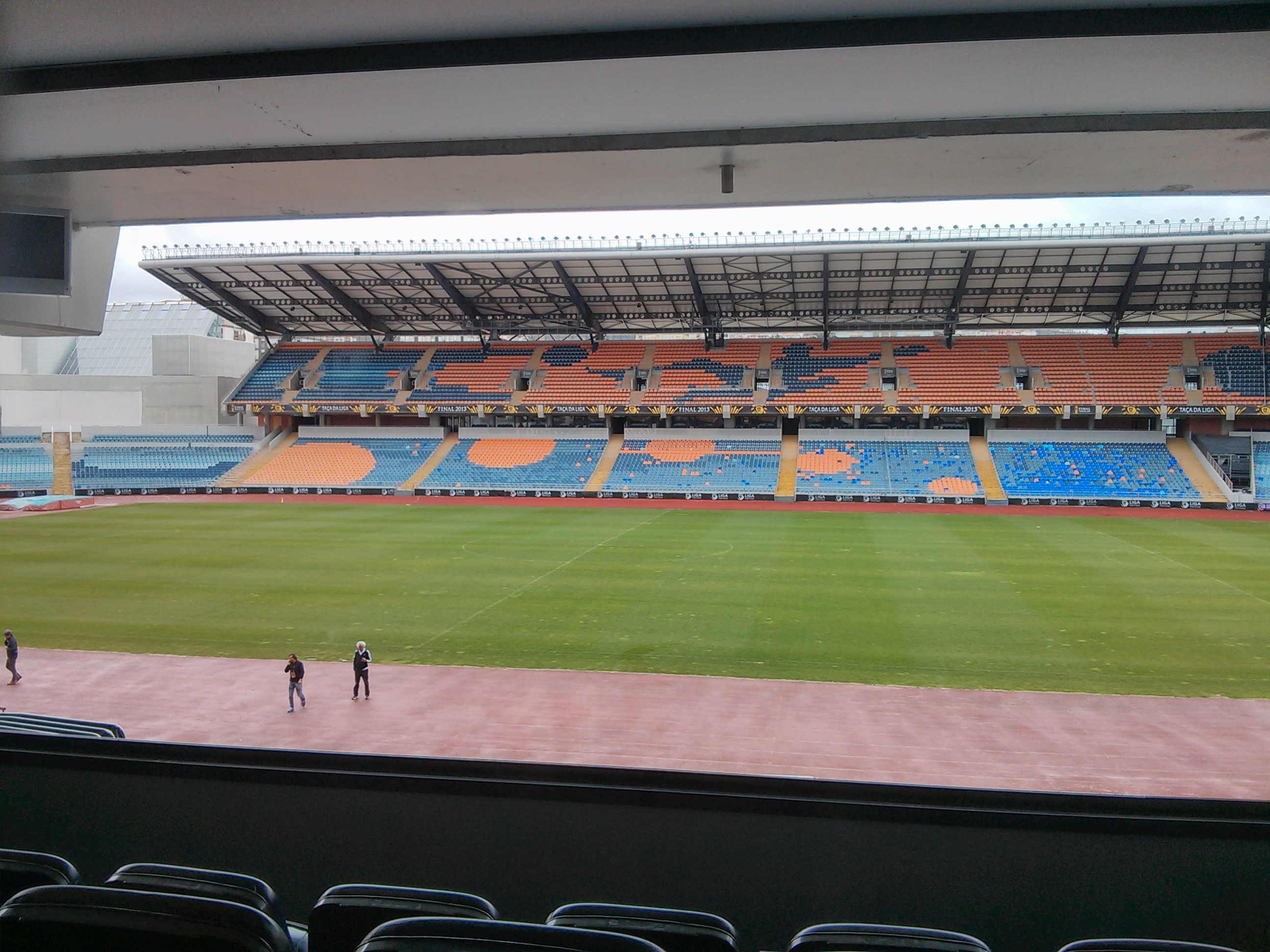
2013年の内観
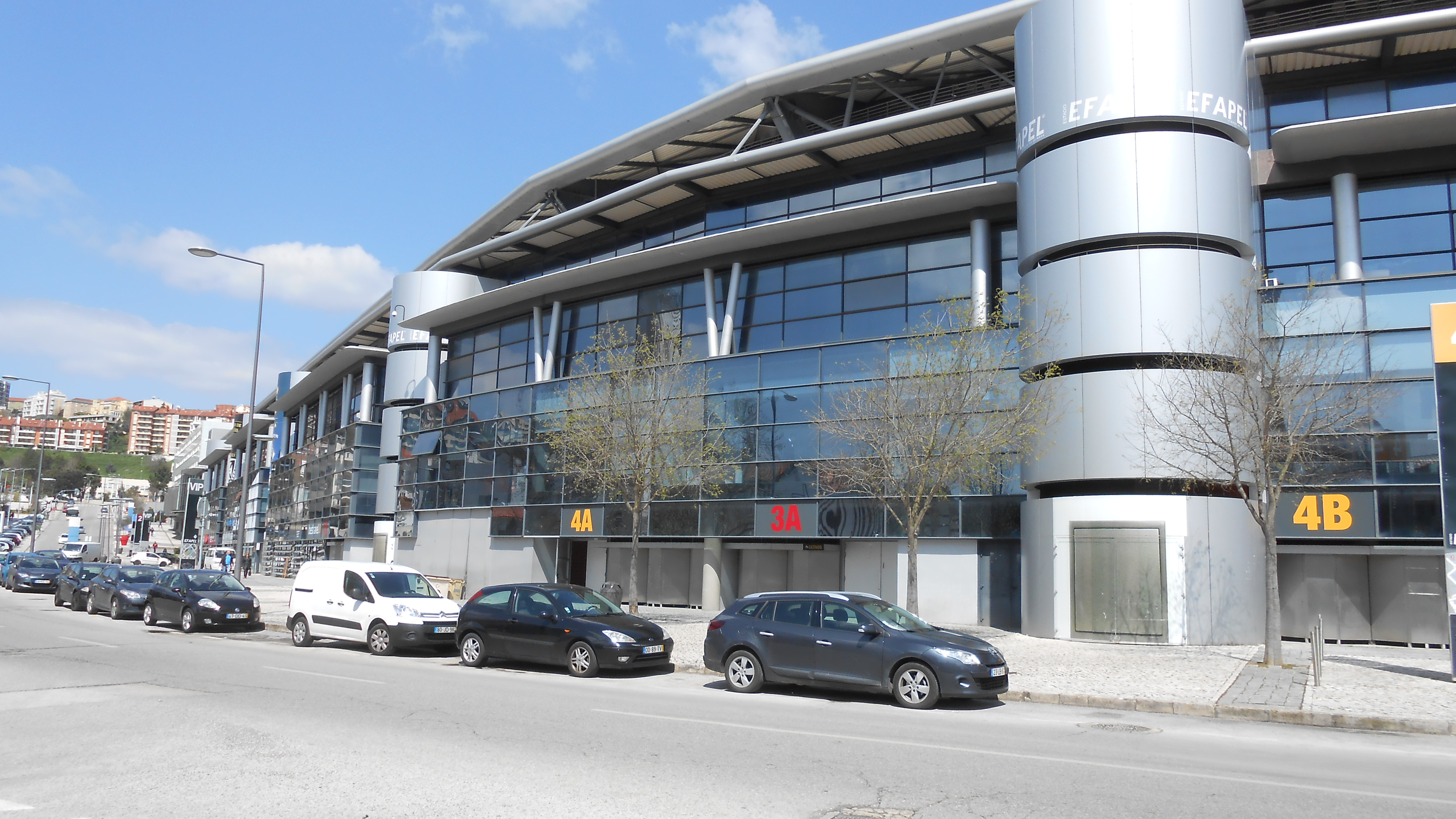
2013年の外観1
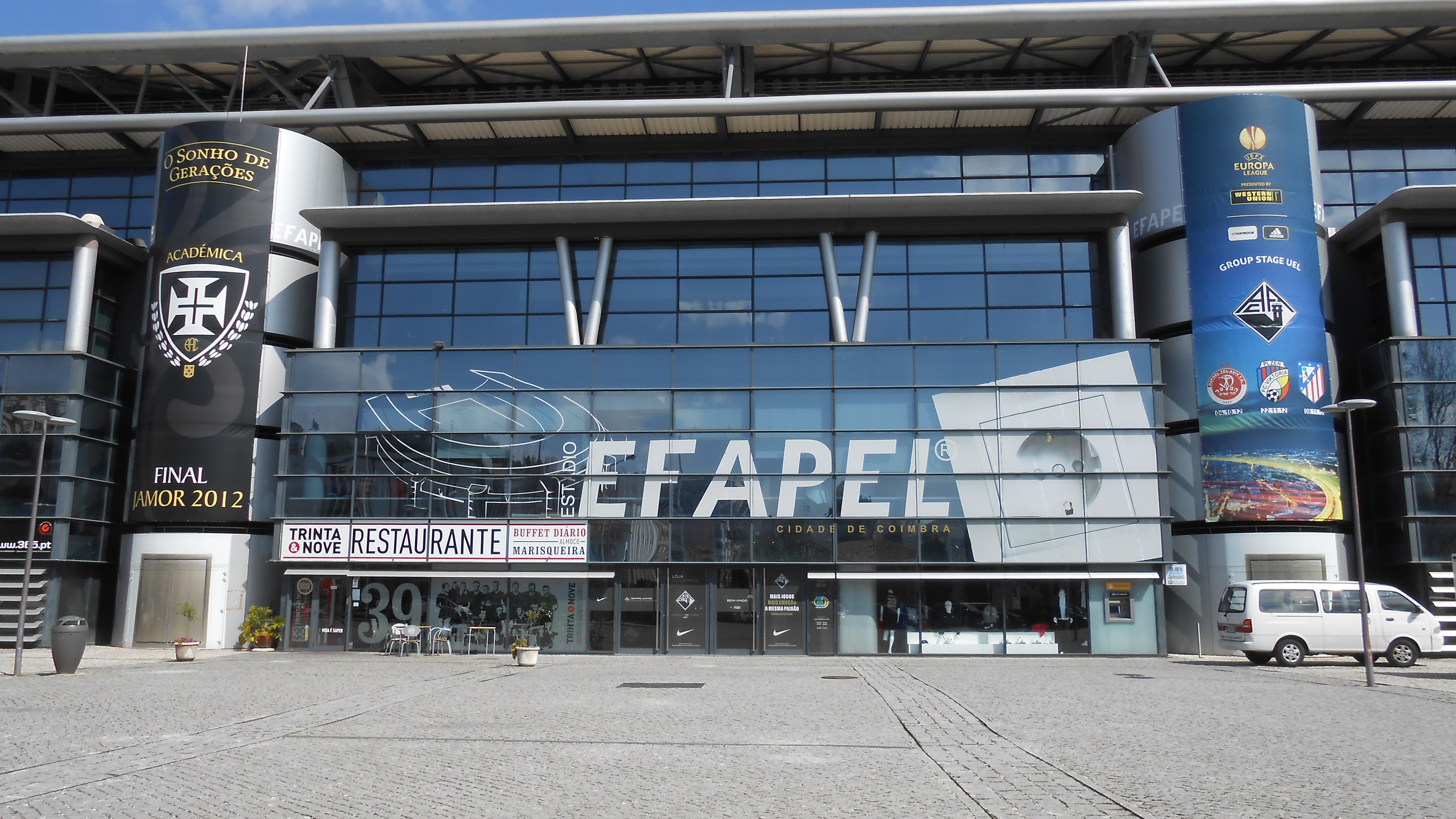
2013年の外観2